# 塩見竜介
塩見 竜介（しおみ りゅうすけ、1933年8月29日 - 1983年9月14日）は、日本の男性俳優、声優。北海道札幌市または函館市出身。別芸名は塩見 龍介。本名は小塩正。

## 略歴
北海道函館市生まれ。生後間もなく、両親の故郷の小樽市に移り、幼少期は同市で育つ。小学校6年の時に父の仕事の関係で札幌市に移る。旧制中学の恩師が関係していた地元のジュニア劇団「北海道児童劇研究会（劇団北童）に参加したのをきっかけに、演劇の道に進む。上京後は、劇団文芸劇場、劇団あすなろ、ラジオ東京放送劇団、テアトル・エコー、新企画、同人舎プロダクションに所属し、劇団ぐるーぷえいとの代表を務めていた。
低音で苦みばしった声とがっしりとした風貌から、時代劇では主に悪役として活動。また、その独特の声質を生かして『コンバット!』のリトル・ジョンや『宇宙家族ロビンソン』のフライデーの吹き替えなど、声優としても活動した。『コンバット!』の演技では高い評価を受け、1970年代は外国ドラマ・テレビアニメなどで10本以上のレギュラーを持つ売れっ子声優の一人であった。若い頃はアマチュア相撲で活躍し、役柄同様強靭な体躯の持ち主であった。
東京アナウンス学院の1・2期生には、卒業に際して「このまま出たところで何かある訳でもないし、集まってやってみるか」と提案したことで劇団「ぐるーぷえいと」設立のきっかけを作り、そこでは代表を務めながら演出家としても活動し、年3回のペースで定期公演も行っていた。教え子には塩沢兼人、山田礼子らがいる。1977年の中江良夫作『にしん場』の演出や演技では、少年時代に郷里の小樽でニシン漁を見聞した経験が生かされたという。
1983年9月14日、癌性胸膜炎のため東京都新宿区の東京都立大久保病院で死去。50歳没。

## 人物
声種はバリトン。
趣味・特技は釣り、旅行。

## 後任
塩見の死後、持ち役を引き継いだ人物は以下の通り。
| 代役・後任 | キャラクター名         | 概要作品                          | 代役・後任の初担当作品                      |
| ---------- | ---------------------- | --------------------------------- | ------------------------------------------- |
| 西村知道   | グルル将軍             | 『超電磁マシーン ボルテスV』      | 『第3次スーパーロボット大戦α 終焉の銀河へ』 |
| 石住昭彦   | ベトウス               | 『オリエント急行殺人事件』        | ソフト版追加吹き替え                        |
| 宝亀克寿   | トリスタン・アダム博士 | 『宇宙大作戦 悪魔島から来た狂人』 | ソフト版追加吹き替え                        |
| 麦人       | アブナー・クラビッツ   | 『奥さまは魔女』                  | ソフト版追加吹き替え                        |
| 高木渉     | 悪魔大王デーモン       | 『怪物くん』カラー版              | 『CR怪物くん デーモンの剣』                 |
| 中村浩太郎 | ローランド提督         | 『荒鷲の要塞』日本テレビ新版      | ムービープラス版追加録音部分                |
| 広瀬正志   | リトルジョン上等兵     | 『コンバット!』                   | VHS版のノーカット新吹き替え                 |

## 出演

### テレビアニメ
1963年
- 鉄腕アトム (アニメ第1作)（フリーザー、戸車、マハーリ）

1965年
- ジャングル大帝（1965年 - 1966年、ギャル）- 2シリーズ
- スーパージェッター（月影博士）

1967年
- 悟空の大冒険
- リボンの騎士（魔王メフィスト）

1968年
- 黄金バット
- 怪物くん
- 巨人の星（1968年 - 1971年）
- マッハGoGoGo

1969年
- 紅三四郎（アレク帝王）
- 佐武と市捕物控（大左衛門、宇和島典膳）
- どろろ（俵五呂兵衛）

1970年
- あしたのジョー
- アタックNo.1
- 海底少年マリン（Z）

1971年
- アニメンタリー 決断
- アンデルセン物語
- 天才バカボン

1972年
- 樫の木モック（フクロウ、バイオリン、入道）
- ルパン三世 (TV第1シリーズ)

1973年
- 空手バカ一代（1973年 - 1974年、上官 他）
- ど根性ガエル（ダルマ先生）
- ワンサくん（ペット屋の番犬）

1974年
- 小さなバイキング ビッケ（スベルケル）

1975年
- アラビアンナイト シンドバットの冒険（バグダッドの王）
- タイムボカン（代官、市長）
- みつばちマーヤの冒険（ウイバー将軍）

1976年
- ゴワッパー5 ゴーダム（滝川博士）
- 母をたずねて三千里（ジロッティ）
- ポールのミラクル大作戦

1977年
- あらいぐまラスカル（カールの叔父）
- 新・巨人の星（1977年 - 1978年）
- ヤッターマン（天帝）

1978年
- 新・巨人の星II
- 超電磁マシーン ボルテスV（グルル）
- ペリーヌ物語（グリゴリッチ）
- 無敵鋼人ダイターン3（ウェナー）
- ルパン三世 (TV第2シリーズ)（1978年 - 1979年）

1979年
- 赤毛のアン（駅長）
- 科学忍者隊ガッチャマンF（アイゼン大統領）
- ザ☆ウルトラマン（1979年 - 1980年、桜田長官）
- 野球狂の詩（玉蔵）

1980年
- 釣りキチ三平（和尚）
- 鉄腕アトム (アニメ第2作)（カロリナ3号船長）
- 無敵ロボ トライダーG7（足立長官〈初代〉）

1981年
- アニメ親子劇場（神様）
- まいっちんぐマチコ先生（団長）
- ワンワン三銃士（1981年 - 1982年、トレヴィル）
- 名犬ジョリィ（署長）

### 劇場アニメ
- 巨人の星 劇場版（1969年）
- 巨人の星 行け行け飛雄馬（1969年）
- 新・巨人の星（1977年）
- 海のトリトン 劇場版（1979年、メドン）
- がんばれ!! タブチくん!! 初笑い第3弾 あゝツッパリ人生（1980年）
- 21エモン 宇宙へいらっしゃい!（1981年、ギャラクシー社長〈ルナの父〉）
- 怪物くん デーモンの剣（1982年、大魔王デーモン）

### ドラマCD
- 母をたずねて三千里 ジェノバ編（ジロッティ）

### 吹き替え

#### 俳優
ジョン・ヒューストン
- 風とライオン（ジョン・ヘイ）※テレビ朝日版
- 天地創造（ノア）※TBS版
- ブレイクアウト（ハリス・ワグナー）

アンドリュー・ダガン
- 五月の七日間（マッド / ウィリアム・ヘンダーソン大佐）
- 西部無法伝（ハワード・キャロウェイ）
- 対決!ランサー牧場（マードック・ランサー）
- 脱走大作戦（ニュートン・アームストロング准将）
- 頭上の敵機（ブリット少将）
- 電撃フリント・アタック作戦（トレント大統領）
- バーボン・ストリート（キャル・カルホーン）
- インベーダー「脅威の核爆弾」（セオドア・ボーモント将軍）
- わが家はいっぱい（ジョージ・ローズ）

#### 映画
- アパッチ（ジョン・マッキンタイア）
- アンドロメダ…（アーサー・マンチェック少佐〈ラモン・ビエリ〉）※テレビ朝日版
- 悪魔の追跡（保安官〈R・G・アームストロング〉）
- 動く標的
- 黄金（ゴールド・レゴ〈アルフォンソ・ベドヤ〉）※テレビ朝日版
- オズの魔法使（マーベル教授、オズの大魔法使い、御者、門番）※TBS版
- お嬢さん、お手やわらかに!（ジュリアンの父〈アンドレ・リュゲ〉）
- お熱いのがお好き（ビーンストック〈デイヴ・バリー〉）
- オルカ（ウミラク〈ウィル・サンプソン〉）※TBS版
- オリエント急行殺人事件（エドワード・ベドウズ〈ジョン・ギールグッド〉）
- 荒鷲の要塞（ローランド〈マイケル・ホーダーン〉）※1975年日本テレビ「水曜ロードショー」版
- 華氏451（消防隊長〈シリル・キューザック〉）※TBS版
- 軍用列車（ネイサン・ピアース〈ベン・ジョンソン〉）※TV版
- キング・オブ・キングス（ヘロデ大王）
- 黒い罠
- 子鹿物語（バック・フォレスター〈チル・ウィルス〉）※テレビ朝日版
- 絞殺魔（シュローダー判事）
- 探偵物語（ルー・ブロディ刑事〈ウィリアム・ベンディックス〉）
- 大アマゾンの半魚人（カール・マイア博士〈アントニオ・モレノ〉）
- 地上最大の脱出作戦（ロマーノ村長〈ジェイ・ノヴェロ〉）
- トブルク戦線（ポートマン〈ライアム・レドモンド〉）
- 砂漠の潜航艇（ピーター・ボーン〈ガイ・ドールマン〉）
- 砂漠のライオン
- 史上最大の作戦（レイモンド・O・バートン少将〈エドモンド・オブライエン〉）
- 新・猿の惑星（大統領〈ウィリアム・ウィンダム〉）
- 正午から3時まで（バック・バウワー〈ダグラス・V・フォーリー〉）
- スター・ウォーズ エピソード4/新たなる希望（オーウェン・ラーズ〈フィル・ブラウン〉）※劇場公開版（DVDリミテッドエディション収録）
- スタークラッシュ（エル〈ロク〉〈ジャド・ハミルトン〉）※TBS版（BD収録）
- 西部決闘史（マッキントック〈ジャンピエロ・アルベルティーニ〉）
- テーブル・ロックの決闘（カーク〈エドワード・アンドリュース〉）
- ハーツ・アンド・マインズ/ベトナム戦争の真実
- ピンクの豹（タッカー〈コリン・ゴードン〉）※テレビ朝日版
- 引き裂かれたカーテン（ヤコビ〈デヴィッド・オパトッシュ〉）※フジテレビ版
- 北京の55日
- 慕情（ハンフリー・パーマー＝ジョーンズ〈トリン・サッチャー〉）※テレビ朝日版
- ボージェスト（ロストフ）
- ホワイト・バッファロー（クレイジー・ホース〈ウィル・サンプソン〉）
- マルコ・ポーロ　シルクロードの冒険（ジョバンニ）
- マルタの鷹
- ミッドウェイ（フィッチ少将〈ミッチェル・ライアン〉）※TBS版
- 我が道を往く（テッド・ヘインズSr.〈ジーン・ロックハート〉）

#### ドラマ
- 宇宙家族ロビンソン（フライデー）
- 宇宙空母ギャラクティカ（ドクター・サリク〈ジョージ・マードック〉）
- 奥さまは魔女（アブナー・クラビッツ〈ジョージ・トビアス〉）
- 大草原の小さな家（ウイリアムズ〈パーリー・ベアー〉）
- 刑事コロンボシリーズ
  - アリバイのダイヤル（ラルフ・ダブス探偵）
  - 白鳥の歌（大佐、コンサートの主催者）
  - 歌声の消えた海（フランク・ピアース医師）
  - 仮面の男（アンダーソン検死官）
- 刑事トマ（スプーナー警部〈サイモン・オークランド〉）
- 原子力潜水艦シービュー号
  - 「死の人形芝居」（ヴィンセント・プライス）
- コンバット!（リトルジョン〈ディック・ピーボディ〉）
- サンフランシスコ大空港（TVムービー）（エバンズ〈ウォルター・ブルック〉）
- シャイアン（シャイアン〈クリント・ウォーカー〉）
- それ行けスマート（チーフ〈エドワード・プラット〉）
- スタートレック 宇宙大作戦「宇宙基地SOS」（バード・オブ・プレイ艦長）
- 0011ナポレオン・ソロ #2、#26（サバンティ）、#64（クォーツ〈ハル・スミス〉）、#76、#77
- タイムトンネル「ビリー・ザ・キッド」（ウィルソン〈ピット・ハーバート〉）
- 地上最強の美女 バイオニック・ジェミー
- 電撃スパイ作戦 #3（ルース）、＃6 (ネメシスの連絡員)、＃13（指令〈ジョン・ブランドン〉）、#30
- 逃亡者 #98（メキシコ人労働者1〈ロドルフォ・アコスタ〉）
- 農園天国 「老いらくのデート」(<エドワード・ブキャナン>)
- 残された日々（ジョージ〈ジョン・レーン〉）
- 秘密指令S #19（ラング）
- ミスター・エド
- ミセス・コロンボ「殺しの日は雨」（ブーン刑事〈ドリフ・スイート〉）
- 私は殺していない　(TVムービー) (フランク・ジョーダン<レイモンド・バー>)

#### アニメ
- 宇宙忍者ゴームズ（王様）
- 101匹わんちゃん（キャプテン）
- EBI宇宙挺身隊

#### 人形劇
- サンダーバード（ガーフィールド署長）

### 特撮
- 超神ビビューン（大魔王の声、スイコの声）
- ロボット刑事（ジリキマンの声）

### テレビドラマ
- 第7の男 第4話「誘惑の指輪」（1964年、フジテレビ）
- Gメン'82（TBS）- 声の出演
  - 第10話「燃えよ!香港少林寺」（1983年）
  - 第11話「吼えろ!香港少林寺」（1983年）

### ラジオドラマ
- サイボーグ009（1979年）- 005 / G・ジュニア

## 舞台演出
- アントン・チェーホフ作 「家庭争議」（1976）[2]
- 中江良夫作 「にしん場」（1977）[2]
- 八木柊一郎作「女たちの招魂祭」（1979）[16]
- 田井洋子作「からす」（1980）[17]
- 清水邦夫作「楽屋」（1980）[18]